# Černotín (przystanek kolejowy)
Černotín – przystanek kolejowy w miejscowości Černotín, w kraju ołomunieckim, w Czechach. Znajduje się na wysokości 250 m n.p.m.
Na przystanku nie ma możliwości zakupu biletów, a obsługa podróżnych odbywa się w pociągu. 